# GOTH リストカット事件
『GOTH リストカット事件』（ゴス リストカットじけん）は、乙一による日本の小説。単行本は角川書店より2002年7月に刊行された。第3回本格ミステリ大賞受賞作（同時受賞は笠井潔の『オイディプス症候群』）。元々はライトノベル雑誌『ザ・スニーカー』に掲載されていたが（イラスト：緒方剛志）、ライトノベルとして発売されず、一般小説として発売されたという変則的な経緯を持つ。
本作を2冊に分けた文庫本『GOTH 夜の章』（「暗黒系」「犬」「記憶」を収録）、『GOTH 僕の章』（「リストカット事件」「土」「声」を収録）、さらに番外編が収録されているビジュアルブック『GOTH モリノヨル』（写真：新津保健秀）が発売されている。
2007年、日本とアメリカで映画化が決定。

## ストーリー
高校生の「僕」と森野夜は人間の持つ暗黒面に強く惹かれる。そんな二人は毎回、奇妙な巡りあいで猟奇的な事件に関わっていくことになる。

### 「暗黒系 Goth」
最近起こっている連続殺人事件に関係すると思われる手帳を拾った森野夜は「僕」にそれを見せる。そこにはまだ見つかっていない死体の放置場所が書かれており、二人は死体を見つけ出すことにした。

### 「リストカット事件 Wristcut」
動物、人間の老若男女を問わず手だけを切り落とし持ち去るという事件が起こっていた。その犯人を特定することができた「僕」は、ある計画を実行することに。

### 「犬 Dog」
町内で犬の連続連れ去り事件が発生。「僕」は犯人の犯行現場をつきとめる。

### 「記憶 Twins」
「僕」と森野夜は、彼女の寝不足を治すための紐を買いに行った帰り道に、彼女は寝不足の原因である過去の事件を話しだした。

### 「土 Grave」
人を生きたまま棺に入れ、埋葬することにとりつかれた男・佐伯。彼は第二の犠牲者を出そうとしていた。そして「森野夜」の生徒手帳を持つ少女が棺に入れられる。

### 「声 Voice」
廃病棟で起こった女性惨殺事件。その被害者の妹は、その事件の犯人だと名乗る少年からひとつのカセットテープを渡される。

### 「番外編 森野は記念写真を撮りに行くの巻」
死体の撮影をする日々を過ごしていた「私」は、ある日「僕」と約束をすることになる。

## 主な登場人物
僕
人間の暗黒面に強く惹かれる。猟奇殺人事件の掲載された新聞などの切り抜きを集めたり、殺人者へ興味を持ったりする。学校、家庭など普段生活の中では自分の特異性を知られないように、普通を装って生活していたが、ある日それを森野夜に見抜かれる。以降、彼女に興味を持ち、彼女と話す時は装うことをやめる。死に何かと縁のある妹がいる。
森野 夜（もりの よる）
「僕」の友達。長い黒髪と白い肌の美少女。顔には泣きボクロ、手首にはリストカットの跡がある。「僕」と同じく人間の暗黒面に強く惹かれている。常に無表情で感情を表に出すことはなかなかなく、そのため話しかけづらい雰囲気を持っている。名を言うこともはばかるほどの犬嫌い。

## 既刊一覧

### 単行本
- 乙一（著） 『GOTH リストカット事件』 角川書店、2002年7月3日発売[3]、ISBN 4-04-873390-7

### 文庫版
- 乙一（著）、角川書店〈角川文庫〉、全2巻
  - 『GOTH 夜の章』2005年6月25日発売[4]、ISBN 4-04-425304-8
  - 『GOTH 僕の章』2005年6月25日発売[5]、ISBN 4-04-425305-6

### ビジュアルブック
- 乙一（著）『GOTH モリノヨル』2008年12月16日発売[6]、ISBN 978-4-04-873924-5

## 漫画
大岩ケンヂによるコミカライズ作品。
比較的原作に忠実であるが、「リストカット事件」「暗黒系」「土」「記憶」という順番で収録されており、「犬」は漫画化されていない。また、漫画版での「記憶」は、「記憶」と「声」を組み合わせた展開になっている。漫画版での森野夜は主人公同様、暗黒面を持つ以外はごく普通に暮らす少女となっている。
- 2003年6月2日初版発行（5月30日発売[7]）、ISBN 4-04-713553-4

## 映画（日本版）
2008年12月20日に公開された。「暗黒系」「記憶」をベースとしたオリジナルストーリーである。
CMイメージソングとしてヴィジュアル系ロックバンドDの楽曲「what is Going On with The Human」が起用された。

### キャスト
- 僕：本郷奏多
- 森野夜：高梨臨
- 間宮（喫茶店の常連客）：松尾敏伸
- 神山桜（樹の妹）：柳生みゆ
- 秋元（喫茶店の常連客）：山中聡
- 杉浦（喫茶店の常連客）：鳥肌実
- 君塚（喫茶店の常連客）：夏生ゆうな
- （喫茶店の常連客）：中田圭
- 喫茶店の店主：長塚圭史

### スタッフ
- 原作：乙一
- 監督：高橋玄
- 脚本：柏田道夫、高橋玄、堀田尚志、齋藤翠、Gram
- 撮影：釘宮慎治
- 照明：田辺浩
- 録音：岩丸恒
- 美術：安宅紀史
- 編集：矢船陽介
- 音楽：村上純
- 助監督：崎田憲一
- 制作担当：新井聡
- プロデューサー：上野境介
- 製作：大橋孝史

## 映画（アメリカ版）
20世紀フォックスで企画中。